# Hallstatt-Dachstein
Hallstatt-Dachstein – miejscowość w Austrii leżąca u podnóża gór Dachstein.
W miejscowości i jej pobliżu od II tys. p.n.e. do połowy XX wieku n.e wydobywano sól. Miasto w XVIII wieku liczyło ok. 1000 mieszkańców W 1750 roku w mieście wybuchł pożar i zostało zniszczone.
Od 1997 roku miejscowość została wpisana na listę Światowego Dziedzictwa Kultury UNESCO